# Nogomet na OI 1992.
Nogomet na Olimpijskim igrama u Barceloni 1992. godine uključivao je natjecanja samo u muškoj konkurenciji.

## Osvajači medalja - muški
| Zlato | Srebro | Bronca |
| --- | --- | --- |
| Španjolska José Emilio Amavisca Rafael Berges Santiago Cañizares Abelardo Albert Ferrer Josep Guardiola Miguel Hernández Sánchez Antonio Jimenez Sistachs Mikel Lasa Goicocchea Juan Manuel López Javier Manjarín Luis Enrique Kiko Narváez Alfonso Pérez Muñoz Antonio Pinilla Miranda Francisco Soler Atencia Gabriel Vidal Nova Roberto Solozábal Villanueva David Villabona Etxalcku Francisco Veza Fragoso | Poljska Dariusz Adamczuk Marek Bajor Jerzy Brzęczek Marek Koźmiński Dariusz Gęsior Marcin Jałocha Tomasz Łapiński Tomasz Wałdoch Aleksander Kłak Andrzej Kobylański Ryszard Staniek Wojciech Kowalczyk Andrzej Juskowiak Grzegorz Mielcarski Piotr Świerczewski Mirosław Walogóra Dariusz Kosela Arkadiusz Onyszko Dariusz Szubert Tomasz Wieszczycki | Gana Joachin Yaw Acheampong Simon Addo Sammy Adjei Maxwell Konadu Mamood Amadu Isaac Asare Frank Amankwah Nii Lamptey Bernard Aryee Kwame Ayew Mohammed Gargo Mohammed Kalilu Ibrahim Dossey Samuel Kuffour Samuel Kumah Anthony Mensah Alex Nyarko Yaw Preko Shamo Quaye Oli Rahman |